# JOLF INFORMATION
JOLF INFORMATION（ジェイ・オー・エル・エフ インフォメーション）は2012年4月1日まで、ニッポン放送の毎週日曜日の朝一番のニュース後に放送されたニッポン放送の広報番組。
放送開始年月日は不明だが、1989年の番組表によると当時も「JOLF INFORMATION」の名称で週末の午後にも放送されていた。ニッポン放送の広報は後番組「くり万太郎のサンデー早起き有楽町」内でそのままくり万太郎が知らせる形になり、2012年4月1日をもって長年続いた放送が終了した。

## 放送内容
- （第1週）番組審議会便り - ニッポン放送の放送番組審議会の審議概要が放送される。新保アナウンサーがパーソナリティを務める（ただし、2010年7月までは那須恵理子アナウンサーが担当した）。
- （第2週～最終週）ニッポン放送の番組案内 - 放送日のニッポン放送の番組からいくつかピックアップ（末期は、日曜7時台～19時台くらいまでがほとんど）して、聴きどころなどを紹介する。
- 番組のテーマ曲は2007年10月-2010年6月まで平日の朝に放送されていた上柳昌彦のお早うGoodDay!内7時台の「GoodDay!スポーツニュース」コーナーでテーマ曲として使用されていたもの。

### かつて放送されたもの
- 東京臨海高速鉄道のお知らせ - このお知らせのみ、かつてニッポン放送のあったお台場へ誘致するという内容で、毎回同じ文章のものが放送される。

## 放送時間
- 毎週日曜日　5:03 - 5:06

## パーソナリティ
すべてニッポン放送アナウンサー。
- 増田みのり（2002年4月 - 2004年3月）
- 新保友映（第1期、2004年4月 - 2008年3月）
- 飯田浩司（2008年4月 - 2009年9月）
- 五戸美樹（2009年10月 - 2010年6月）
- 新保友映（復帰・第2期、2010年7月 - 2012年4月）

## 関連する番組
- 以前の番組名はJOLF INFORMATION EXPRESSで、阿部宏美などが担当していた。
- 兄弟番組として、2009年3月まで、5:25 - 5:30にJOLF INFORMATION PLUSがあった。これはのちに改編されて、週刊!ニッポン放送（現在終了）となっている。

| ニッポン放送 日曜5:03 - 5:06 | ニッポン放送 日曜5:03 - 5:06 | ニッポン放送 日曜5:03 - 5:06                 |
| 前番組                       | 番組名                       | 次番組                                       |
| ---------------------------- | ---------------------------- | -------------------------------------------- |
| 不明                         | JOLF INFORMATION             | くり万太郎のサンデー早起き有楽町 (5:00-7:00) |